# Верховонданка
Верховонда́нка (рос. Верховонданка) — село у складі Даровського району Кіровської області, Росія. Адміністративний центр Верховонданського сільського поселення.
Населення становить 455 осіб (2010, 575 у 2002).
Національний склад станом на 2002 рік — росіяни 97 %.